# Batman: Amore folle
Batman: Amore folle (The Batman Adventures: Mad Love), noto anche come Amore folle, è un fumetto scritto da Paul Dini e Bruce Timm (co-creatori della serie del 1992 Batman e produttori esecutivi di Batman - Cavaliere della notte) che fa parte della serie Le avventure di Batman. Pubblicata dalla DC Comics, la prima edizione risale al febbraio 1994.
Il fumetto racconta le origini della supercriminale Harley Quinn, e del suo interesse amoroso per il Joker. Harley era nata proprio dalla penna di Dini e Timm nella serie animata, esordendo nell'episodio Un piccolo favore (Joker's Favor) dell'11 settembre 1992.
Ambientato nella continuity del DC Animated Universe, è stata la prima storia supereroistica a vincere sia un Eisner Award che un Harvey Award, due dei più importanti riconoscimenti per le storie a fumetti.

## Trama
Su obbligo dell'istituzione sanitaria, James Gordon deve fare un controllo odontoiatrico dal dentista. Cade però in una trappola del Joker, accompagnato da Harley Quinn. Batman arriva in tempo per fermarli, avendoli rintracciati grazie a un messaggio-indizio lasciato da Harley, ma i due criminali riescono a fuggire.
Tornato alla Batcaverna, Batman parla con Alfred del passato di Harley, il cui nome civile è Harleen Quinzel: si iscrisse all'accademia di psicologia di Gotham grazie a una borsa di studio in ginnastica e riuscì a passare gli esami facendo favori sessuali ai professori, con l'intenzione di diventare una psicologa scrittrice di libri di auto-aiuto.
Al covo di Joker, questi sta studiando un altro modo per eliminare Batman. Intanto, Harley tenta di convincerlo ad avere un rapporto, ma il criminale continua a respingerla e l'aggredisce verbalmente, finché non la sbatte fuori dal loro covo. Mestamente, Harley rimugina sulla sua vita e su cosa l'abbia spinta a lasciare tutto per il Joker, che non la segna mai di attenzione.
Anni addietro Harleen, nuova psicologa all'Arkham Asylum, meditava di guadagnare profitto scrivendo libri rivelatori su criminali e volle iniziare con il Joker. Quest'ultimo le diede il benvenuto lasciandole un fiore e un biglietto nel suo ufficio, dimostrando di poter uscire dalla sua cella, ma lei decise di non dire niente in quanto il Joker le disse di essere disposto a condividere con lei i suoi segreti più reconditi. Dopo tre mesi di attesa, Harleen iniziò i suoi colloqui con il Joker, il quale le raccontò di come la sua infanzia fu segnata da un padre alcolizzato e violento. L'unica volta che vide suo padre veramente felice fu quando andarono al circo e si divertirono assieme nel vedere un clown, quindi il Joker cercò di imitarlo per far ridere il genitore, che però lo picchiò violentemente. Il Joker identificò in Batman una figura molto simile a suo padre e ciò suscitò la compassione di Harleen, che iniziò a innamorarsi di lui ritenendolo una persona incompresa vittimizzata da Batman. A un certo punto il Joker riuscì ad evadere, venendo restituito dopo diverse settimane malmenato e sanguinante da Batman. Quinzel ebbe un crollo, pertanto rubò e indossò dei costumi da giullare e fece scappare nuovamente il Joker adottando l'identità di "Harley Quinn", da Arlecchino, figura preferita dal Joker.
Nel presente, Harley giunge alla conclusione che l'unico modo per ottenere l'amore incondizionato del Joker è uccidere Batman. Riesce ad attirarlo in una trappola e attua la "morte dei cento sorrisi": un piano consistente nel far cadere Batman in una vasca piena di piranha. Joker aveva scartato l'idea in quanto i piranha hanno un aspetto imbronciato, e lui vuole uccidere l'avversario con il suo consueto stile umoristico. Harley ha l'idea di appendere Batman a testa in giù sulla vasca, così che, dal suo punto di vista, i piranha sorridano. La donna si vanta con Batman del suo piano di eliminarlo così che Joker possa amarla senza più preoccupazioni, ma l'eroe la deride, affermando che il Joker non ama nessuno se non sé stesso e che ha usato Harley fin dall'inizio; il passato tragico raccontato a Harley è solo una delle tante versioni che si inventa di volta in volta. Harley, in lacrime, insiste sul fatto che il Joker la ami, quindi Batman la incita a chiamarlo per mostrargli quello che sta per fare, in quanto altrimenti i piranha divorerebbero tutte le prove e il Joker non le crederebbe.
Non appena viene informato, Joker giunge sul posto infuriato per il fatto che Harley gli volesse "rubare" il privilegio di uccidere Batman, pensando a come gli altri supercriminali lo deriderebbero. Picchia Harley sostenendo che solo lui può avere il diritto di uccidere Batman, arrivando a spingerla giù da una finestra, dove viene soccorsa dalla polizia. Inizialmente il Joker pensa di lasciare andare Batman, ma poi decide di sparargli mentre gli racconta una battuta. L'eroe riesce a liberarsi e combatte contro di lui, prendendolo in giro affermando che Harley è andata più vicina a ucciderlo di quanto lui abbia mai fatto. Furibondo, Joker cerca di uccidere Batman a pugnalate ma viene spinto in una ciminiera attiva in una fabbrica, apparentemente morendo.
Tempo dopo, Harley viene riportata nella sua cella ad Arkham in convalescenza. Inizialmente giura di chiuderla con il Joker ma, vedendo un fiore e un biglietto di augurio di pronta guarigione lasciategli dal Joker, si innamora nuovamente di lui, infrangendo i suoi propositi.

## Temi
Amore folle esplora la violenza domestica e la codipendenza . Hilary Golstein di IGN ha osservato che, nonostante siano dei pazzi sopra le righe, Harley è ancora la "tipica coniuge maltrattata" e il Joker il "tipico marito dissociato", affermando che il fumetto "mostra il ciclo di violenza domestica che domina la vita di molte donne in America." Matthew Garcia di Multiversity Comics ha osservato che la rappresentazione degli abusi domestici da parte dei cattivi in Amore folle produce una "prospettiva nuova e un po' più terrificante", sottolineando come "malgrado tutte le cose orribili dentro e fuori dal canone Joker abbia mai fatto, niente sembra così spregevole come il suo comportamento nei confronti di Harley", forse a causa del contrasto tra il "comportamento molto comune" da compagno abusivo e la malvagità esagerata di Joker. Garcia ha anche notato che, nonostante le gag, Timm e Dini non minimizzano il trattamento abusivo subito Harley da parte di Joker, e hanno notato che, man mano che il fumetto progredisce, il Joker "diventa sempre più minaccioso, proiettato in ombre e sagome, una presenza costante nel mondo di Harley". Amore Folle mostra la dipendenza di Harley dal Joker; sul finale in cui si innamora di nuovo di lui nonostante gli abusi, Dini ha dichiarato: "Harley potrebbe giurare di allontanarsi da lui ed essere molto forte, ma se c'è anche solo il minimo accenno che lui la rivuole indietro o che si è riformato, lei tornerà da lui".

## Ristampe
Amore folle è stato ristampato come una graphic novel nel 1998 (ISBN 1563892448), e nel 2009 è la storia è stata inserita in un volume dal titolo Batman: Amore folle e altre storie (in inglese Batman: Mad Love and Other Stories) (ISBN 9781401222451).

## Accoglienza

### Critiche
IGN Comics ha detto che "Amore folle è tutto quello che un fumetto dovrebbe essere" e lo ha definito "un fumetto di Batman che tutti dovrebbero leggere". Il sito ha classificato Amore folle al 12º posto nella lista delle 25 più grandi graphic novel di Batman.

## Altri media

### Adattamento animato
Durante la realizzazione del fumetto, due episodi di Batman, realizzato dagli autori della storia e creatori di Harley, rivelarono due elementi delle origini della spalla del Joker, rivelando il suo precedente lavoro di psichiatra del manicomio nell'episodio "Il processo" e di come Joker si fosse preso la briga di ascoltare i suoi di problemi in "Arlecchinata".
Nella seconda stagione della serie Batman - Cavaliere della notte, quando il fumetto fu ormai pubblicato, fu realizzato un adattamento animato del fumetto dal titolo omonimo (intitolato Un Grande Amore nell'edizione italiana), trasmesso per la prima volta sul canale The WB il 16 gennaio 1999. La sceneggiatura è stata scritta da Paul Dini, mentre l'episodio è stato diretto da Butch Lukic. Le uniche differenze dal fumetto sono stati i design dei personaggi rinnovati e la rimozione di scene minori a causa del poco tempo a disposizione.

#### Altre versioni
- Nella serie animata Harley Quinn, in un episodio della seconda stagione, Harley rammenta il suo primo incontro con Joker, molto simile a come narrato nel fumetto: dovendo la dottoressa scoprire dove Joker avesse nascosto una bomba, Harley domanda agli altri internati del manicomio se sanno qualcosa sul clown. Poison Ivy le rivela che ad una terapia di gruppo fece menzione di un padre violento e, partendo da ciò, Harley conversa con il clown fino a farli rivelare il suo passato, caratterizzato da un padre violento che uccise il furetto del piccolo Joker dopo che scoprì del suo adulterio, citando pure una simile frase sul "non comprendere la battuta". Più tardi, mentre Harley racconta la storia a Ivy, questa rivela che la storia di Joker se l'è inventata basandosi sulla sua, semplicemente scambiando la sua adorata pianta per un furetto.

### Videogiochi
Nel videogioco Batman: Arkham Asylum, primo capitolo della saga Batman: Arkham scritto sempre da Dini, si sentono delle registrazioni di Harleen Quinzel a colloquio con Joker con dei passaggi del tutto simili a quelli di Amore folle. In Batman: Arkham Origins, prequel di Asylum, si possono vedere delle cutscene del primo incontro tra Harleen e Joker con alcune differenze dal fumetto però: in questa versione la futura Harley Quinn è una psichiatra del penitenziario di Blackgate e non dell'Arkham Asylum, mentre Joker in Arkham Origins le racconta del suo primo incontro con Batman (basandosi su The Killing Joke), cosa che invece non avviene nel fumetto.